# Чемпіонат світу з фехтування 2010

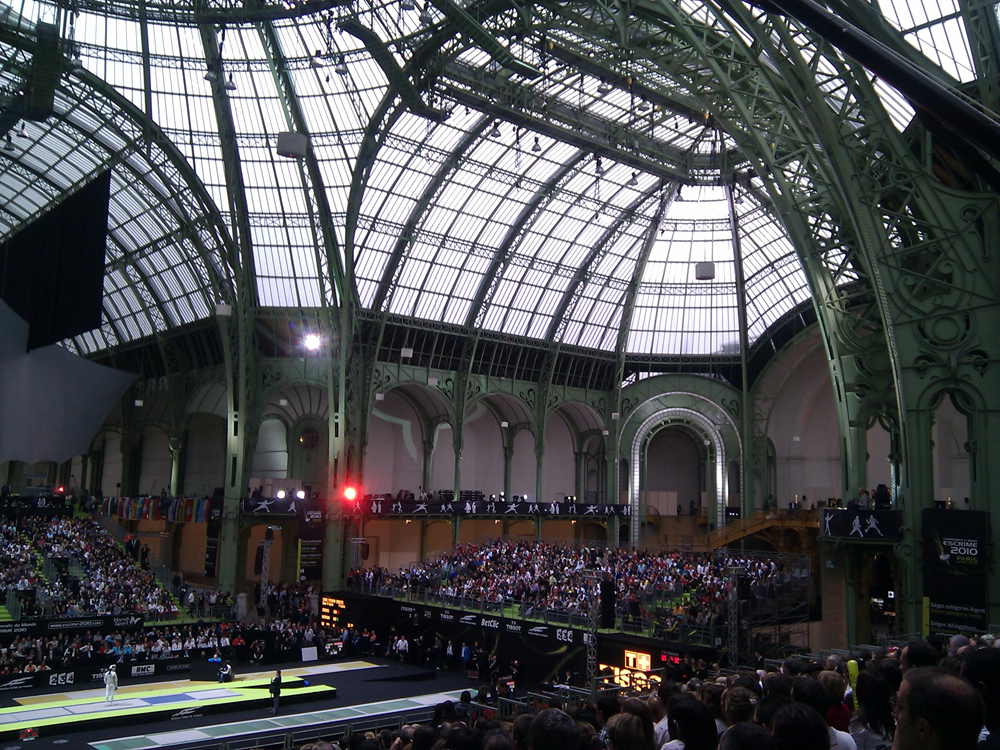
General view of the Grand Palais during the championship

Чемпіонат світу з фехтування 2010 проводився в   Парижі, Франція 4–13 листопада.

## Медальний залік
| Місце   | Країна         | Золото | Срібло | Бронза | Загалом |
| ------- | -------------- | ------ | ------ | ------ | ------- |
| 1       | Італія         | 2      | 3      | 2      | 7       |
| 2       | Франція        | 2      | 1      | 2      | 5       |
| 3       | Росія          | 2      | 0      | 3      | 5       |
| 4       | Німеччина      | 1      | 2      | 0      | 3       |
| 5       | США            | 1      | 1      | 1      | 3       |
| 6       | КНР            | 1      | 1      | 0      | 2       |
| 7       | Південна Корея | 1      | 0      | 3      | 4       |
| 8       | Румунія        | 1      | 0      | 2      | 3       |
| 9       | Естонія        | 1      | 0      | 0      | 1       |
| 10      | Україна        | 0      | 2      | 1      | 3       |
| 11      | Угорщина       | 0      | 1      | 2      | 3       |
| 12      | Польща         | 0      | 1      | 0      | 1       |
| 13      | Японія         | 0      | 0      | 2      | 2       |
| Загалом | Загалом        | 12     | 12     | 18     | 42      |

## Чоловіки
| Вид змагань          | Золото                                                                       | Срібло                                                                         | Бронза                                                                          |
| -------------------- | ---------------------------------------------------------------------------- | ------------------------------------------------------------------------------ | ------------------------------------------------------------------------------- |
| Індивідуальна шпага  | Микола Новосьолов (EST)                                                      | Готьє Грум'є (FRA)                                                             | Габор Божко (HUN) Жан-Мішель Люсене (FRA)                                       |
| Командна шпага       | Франція (FRA) Готьє Грум'є Жером Жанне Жан-Мішель Люсене Ульріх Робейрі      | США (USA) Бенджамін Бреттон Вестон Келсі Коді Маттерн Бенджамін Унгар          | Угорщина (HUN) Габор Боцко Геза Імре Андраш Редлі Петер Шомфай                  |
| Індивідуальна рапіра | Петер Йоппіх (GER)                                                           | Лей Шен (CHN)                                                                  | Герек Мейнгардт (USA) Ота Юкі (JPN)                                             |
| Командна рапіра      | Китай (CHN) Хуан Лянцай Лей Шен Чжан Лянлян Чжу Чзун                         | Італія (ITA) Валеріо Аспромонте Андреа Бальдіні Стефано Баррера Андреа Кассара | Японія (JPN) Авадзі Сугуру Тіда Кента Міяке Рьо Ота Юкі                         |
| Індивідуальна шабля  | Вон У Йон (KOR)                                                              | Ніколас Лімбах (GER)                                                           | Козмін Генчяну (ROU) Веніамін Решетніков (RUS)                                  |
| Командна шабля       | Росія (RUS) Микола Ковальов Веніамін Решетніков Олексій Якименко Артем Занін | Італія (ITA) Альдо Монтано Дієго Окк'юцці Луїджі Самеле Луїджі Тарантіно       | Румунія (ROU) Тіберіу Дольнічану Рареш Думітреску Козмін Генчяну Флорін Заломір |

## Жінки
| Event                | Золото                                                                             | Срібло                                                                           | Бронза                                                              |
| -------------------- | ---------------------------------------------------------------------------------- | -------------------------------------------------------------------------------- | ------------------------------------------------------------------- |
| Індивідуальна шпага  | Морен Нізіма (FRA)                                                                 | Сас Емеше (HUN)                                                                  | Тетяна Логунова (RUS) Наталі Мелльгаузен (ITA)                      |
| Командна шпага       | Румунія (ROU) Сімона Александру Ана Бринзе Лоредана Діну Анка Мерою                | Німеччина (GER) Імке Дупліцер Брітта Гайдеманн Рікарда Мултерер Моніка Зоцанска  | Південна Корея (KOR) Чон Хьо Джон О Юн Хі Пак Се Ра Сін А Рам       |
| Індивідуальна рапіра | Еліза ді Франциска (ITA)                                                           | Аріанна Ерріго (ITA)                                                             | Нам Хьон Хий (KOR) Валентіна Веццалі (ITA)                          |
| Командна рапіра      | Італія (ITA) Еліза ді Франциска Аріанна Ерріго Іларія Сальваторі Валентіна Веццалі | Польща (POL) Кароліна Хлевінська Сільвія Грухала Катаржина Кричало Анна Рибицька | Південна Корея (KOR) Чон Хий Сук Нам Хьон Хий О Ха На Су Мі Юн      |
| Індивідуальна шабля  | Маріель Загуніс (USA)                                                              | Харлан Ольга (UKR)                                                               | Хомрова Олена (UKR) Софія Велика (RUS)                              |
| Командна шабля       | Росія (RUS) Діна Галякбарова Юлія Гаврилова Світлана Корміліцина Софія Велика      | Україна (UKR) Харлан Ольга Хомрова Олена Пундик Галина Жовнір Ольга              | Франція (FRA) Сесілія Бердер Соленн Марі Леонор Перрюс Кароль Вернь |